# Otto von Diemeringen
Otto von Diemeringen (c.1335 - 1398) est un ecclésiastique allemand. Chanoine de Metz, il traduisit le Voyage d'outre-mer du latin en allemand.

## Biographie
Otto von Diemeringen est nommé chanoine au chapitre de la cathédrale Saint-Étienne de Metz en 1367 ou 1368. Proche de l'évêque Dietrich Bayer von Boppard, le clerc diocésain apparaît dans les procès verbaux du chapitre, et dans divers capitulaires de cette époque.
Otto von Diemeringen, « Domherr zu Metz » selon ses termes, rédigea une traduction en moyen-haut allemand, de l'ouvrage de voyage de Jean de Mandeville, alias "John Maundeville", à partir d'un texte original en latin et en français. Les versions de Diemeringen sont conservées à Paris, Heidelberg, Munich, Hambourg et Magdebourg. Le texte fut publié aussi à Strasbourg en 1484.
Otto von Diemeringen a probablement étudié à l'Université de Paris, y obtenant un « Magister in Artibus ». Otto von Diemeringen mourut à Metz le 28 août 1398. Comme Hermann de Münster, il eut le droit de sépulture dans la cathédrale de Metz.